# Jaagupi
Jaagupi är en by (estniska: küla) i Häädemeeste kommun i landskapet Pärnumaa i sydvästra Estland. Byn ligger vid Rigabukten, direkt söder om småköpingen Häädemeeste.
I kyrkligt hänseende hör byn till Häädemeeste församling inom den Estniska evangelisk-lutherska kyrkan.